# Maria Blom
Maria Blom (Nieuw-Lekkerland, 17 november 1914 – Gouda, 3 juni 1994) was een Nederlands beiaardier.
Ze was dochter van Johanna Pieternella van der Graaff en Teunis Blom, winkelier aan de Turfsingel. Zelf bleef ze ongetrouwd.
Het zag er niet naar uit dat ze dit zware werk ging doen. Vanuit haar jeugd bleek ze aanleg te hebben voor tekenen en ging leren aan de Haagse Tekenacademie. Er waren daarin weinig carrièrekansen, ze ging werken in het kleuteronderwijs. In die periode nam ze les aan de "Stedelijke Muziekschool Gouda", voornamelijk harmonium. Zowel haar baan als muziekschool werden in de crisisjaren opgeheven.
Na sluiting van die school nam ze les aan de muziekschool van Henri C.J. de Man, die haar tevens wegwijs maakte op het beiaard. Zij assisteerde hem bij het lesgeven, maar ook bij het bespelen van het carillon van de Sint-Janstoren. De Man werd ziek en zij viel voor hem in; ze werd er ook organist. In 1944 kreeg dat een permanent karakter kreeg. Ze had zich inmiddels wel bijgeschoold bij de Rotterdamse beiaardier Ferdinand Timmermans. Na Tweede Wereldoorlog wilde ze nog verder studeren aan de Beiaardschool in Mechelen, maar daar was een overschot aan leerlingen en een tekort aan leraren, wellicht een smoes om geen les te hoeven geven aan vrouwen. Even later kon ze wel aan de slag aan de Nederlandse Beiaardschool te Amersfoort, maar daar gaven ze toen ook nog geen diploma’s voor vrouwen uit.
Ze was jarenlang de enige vrouwelijke beiaardier in een tijd dat het bespelen van carillon alleen was weggelegd voor mannen. Dit kwam mede doordat het klokkenspelen een fysiek zware bezigheid was/is, maar religieuze achtergronden verboden vrouwen dit werk, zeker op zondagen. Blom rolde eigenlijk dus als vanzelf toch het vak in; ze was grotendeels autodidact.
Ze verkreeg voor haar werk de eremedaille in goud behorende bij de Orde van Oranje-Nassau; al eerder kreeg uit handen van burgemeester Pieter van Dijke een oorkonde en geschenk van de gemeente Gouda. Een soort van eerbetoon was wellicht ook, dat ze vier maal het carillon van het Paleis op de Dam mocht bespelen. In de jaren tachtig werd het beklimmen van de toren moeilijker en de gemeente Gouda vond dat onverantwoordelijk. Op 16 november 1985 speelde ze voor het laatst; zelf gaf ze aan nog wel door te willen gaan.
Maria Blom zou tussen 1943 en 1985 het Goudse carillon bespelen. Blom speelde ook in IJsselstein en Kamerik, terwijl ze zelf wel gastspelers uitnodigde. Ze kreeg tijdens haar afscheidsreceptie de zilveren erepenning uit handen van Klaas Broekens. Ze gaf het stokje over de stadsbeiaardier van Oudewater, Schoonhoven en Dordrecht Jaap van der Ende. In 1987 volgde nog het draaginsigne van het College van Kerkvoogden.
Timmermans zou nog een werk voor haar schrijven: Maria, lied en drie variaties over de Goudse meideun (1943).
Ze overleed op 79-jarige leeftijd in een verzorgingstehuis te Gouda en werd begraven achter de Heldringkerk te Hoenderloo. Ze was kattenliefhebster; nog minstens twee jaar na haar overlijden werden uit haar erfenis katten verzorgd in haar woonhuis.